# Llista de topònims de Sobremunt
Llista de topònims (noms propis de lloc) del municipi de Sobremunt, al Lluçanès
Informació actualitzada per un bot. Els canvis manuals es perdran quan s'actualitzi!

## entitat singular de població
| imatge | Nom                       | Ubicat a  | instància de                                                                   | Detalls | coordenades                                                                | Protecció | Commons (més fotos) | Dades a WD                    |
| ------ | ------------------------- | --------- | ------------------------------------------------------------------------------ | ------- | -------------------------------------------------------------------------- | --------- | ------------------- | ----------------------------- |
|        | Santa Llúcia de Sobremunt | Sobremunt | entitat singular de població                                                   | 24 hab  | 42° 01′ 56″ N, 2° 10′ 48″ E / 42.03219206°N,2.18009719°E 908 msnm          |           |                     | Modifica les dades a Wikidata |
|        | Sobremunt                 | Sobremunt | entitat singular de població capital municipal ens local històric de Catalunya | 59 hab  | 42° 02′ 09″ N, 2° 09′ 54″ E / 42.03597°N,2.16502°E 875 msnm                |           |                     | Modifica les dades a Wikidata |
|        | Sorreig                   | Sobremunt | entitat singular de població                                                   | 18 hab  | 42° 00′ 26″ N, 2° 11′ 10″ E / 42.007222594928°N,2.1861633548001°E 846 msnm |           |                     | Modifica les dades a Wikidata |

## església
| imatge | Nom                                 | Ubicat a  | instància de | Detalls                     | coordenades | Protecció                                  | Commons (més fotos)       | Dades a WD                    |
| ------ | ----------------------------------- | --------- | ------------ | --------------------------- | --- | ------------------------------------------ | ------------------------- | ----------------------------- |
|        | Ermita de Santa Llúcia de Sobremunt | Sobremunt | església     | Estil: arquitectura popular | 42° 01′ 51″ N, 2° 11′ 13″ E / 42.030853°N,2.187008°E                                                                    | bé integrant del patrimoni cultural català | Santa Llúcia de Sobremunt | Modifica les dades a Wikidata |
|        | Sant Martí de Sobremunt             | Sobremunt | església     | Estil: arquitectura popular | 42° 02′ 10″ N, 2° 10′ 01″ E / 42.036095°N,2.167043°E ca:Església de Sant Martí de Sobremunt, s/n. Nucli urbà. Sobremunt | bé integrant del patrimoni cultural català | Sant Martí de Sobremunt   | Modifica les dades a Wikidata |

## font
| imatge | Nom                         | Ubicat a  | instància de | Detalls      | coordenades                                                                                                  | Protecció | Commons (més fotos)         | Dades a WD                    |
| ------ | --------------------------- | --------- | ------------ | ------------ | --- | --------- | --------------------------- | ----------------------------- |
|        | font de Santa Llúcia        | Sobremunt | font         | 20th century | 42° 01′ 50″ N, 2° 11′ 07″ E / 42.03050390537468°N,2.185231961198724°E ca:Sector nord-est del terme municipal |           |                             | Modifica les dades a Wikidata |
|        | font de la Roca (Sobremunt) | Sobremunt | font         |              | 42° 02′ 07″ N, 2° 09′ 56″ E / 42.03528°N,2.16564°E 864 msnm                                                  |           | Font de la Roca (Sobremunt) | Modifica les dades a Wikidata |

## masia
| imatge | Nom             | Ubicat a  | instància de | Detalls                                  | coordenades                                                                                              | Protecció                                  | Commons (més fotos)   | Dades a WD                    |
| ------ | --------------- | --------- | ------------ | ---------------------------------------- | --- | ------------------------------------------ | --------------------- | ----------------------------- |
|        | Aumatell        | Sobremunt | masia        | Estil: arquitectura popular              | 42° 00′ 53″ N, 2° 09′ 17″ E / 42.014822°N,2.154724°E ca:Sector sud del terme municipal                   | bé integrant del patrimoni cultural català |                       | Modifica les dades a Wikidata |
|        | Baulenes        | Sobremunt | masia        |                                          | 42° 01′ 18″ N, 2° 12′ 02″ E / 42.0217752368501°N,2.2005765406711°E                                       |                                            |                       | Modifica les dades a Wikidata |
|        | Beulovi         | Sobremunt | masia        | Estil: arquitectura popular 18th century | 42° 01′ 10″ N, 2° 10′ 36″ E / 42.019547°N,2.176547°E ca:A 3 km de Sobremunt 812 msnm                     | bé integrant del patrimoni cultural català | Beulovi               | Modifica les dades a Wikidata |
|        | Ca la Grida     | Sobremunt | masia        |                                          | 42° 02′ 12″ N, 2° 09′ 55″ E / 42.0365642649468°N,2.16519776011772°E                                      |                                            |                       | Modifica les dades a Wikidata |
|        | Cal Teixidor    | Sobremunt | masia        |                                          | 42° 02′ 11″ N, 2° 09′ 47″ E / 42.0363682272564°N,2.16301357952635°E                                      |                                            |                       | Modifica les dades a Wikidata |
|        | Cal Xicra       | Sobremunt | masia        |                                          | 42° 01′ 58″ N, 2° 09′ 52″ E / 42.0328567876525°N,2.16440062274665°E                                      |                                            |                       | Modifica les dades a Wikidata |
|        | Can Bartolí     | Sobremunt | masia        |                                          | 42° 02′ 10″ N, 2° 09′ 51″ E / 42.0359977375156°N,2.16408160441966°E                                      |                                            |                       | Modifica les dades a Wikidata |
|        | Can Casanova    | Sobremunt | masia        |                                          | 42° 01′ 54″ N, 2° 09′ 51″ E / 42.0318019824288°N,2.16425739121842°E                                      |                                            |                       | Modifica les dades a Wikidata |
|        | Can Cuca        | Sobremunt | masia        |                                          | 42° 02′ 01″ N, 2° 09′ 48″ E / 42.0335694958646°N,2.1633281640993°E                                       |                                            |                       | Modifica les dades a Wikidata |
|        | Can Jepet       | Sobremunt | masia        | Estil: arquitectura popular              | 42° 01′ 44″ N, 2° 11′ 18″ E / 42.028953°N,2.188385°E ca:Sector nord-est del terme municipal              | bé integrant del patrimoni cultural català |                       | Modifica les dades a Wikidata |
|        | Can Moliner     | Sobremunt | masia        |                                          | 42° 02′ 12″ N, 2° 09′ 48″ E / 42.0367136125398°N,2.16344398258479°E                                      |                                            |                       | Modifica les dades a Wikidata |
|        | Can Trampa      | Sobremunt | masia        |                                          | 42° 02′ 08″ N, 2° 09′ 50″ E / 42.0356087346283°N,2.16384507581608°E                                      |                                            |                       | Modifica les dades a Wikidata |
|        | Can Vinyes      | Sobremunt | masia        | 20th century                             | 42° 01′ 28″ N, 2° 08′ 21″ E / 42.024519863759°N,2.13922798885145°E ca:Sector oest del terme municipal    |                                            |                       | Modifica les dades a Wikidata |
|        | Caseta de Norra | Sobremunt | masia        |                                          | 42° 00′ 53″ N, 2° 09′ 18″ E / 42.0148475736721°N,2.15508319484667°E                                      |                                            |                       | Modifica les dades a Wikidata |
|        | Conjunta        | Sobremunt | masia        | Estil: arquitectura popular              | 42° 01′ 41″ N, 2° 10′ 49″ E / 42.028004°N,2.180388°E ca:Sector nord-est del terme municipal              | bé integrant del patrimoni cultural català |                       | Modifica les dades a Wikidata |
|        | Cuspineda       | Sobremunt | masia        | Estil: arquitectura popular              | 42° 01′ 20″ N, 2° 10′ 55″ E / 42.02218°N,2.182057°E                                                      | bé integrant del patrimoni cultural català |                       | Modifica les dades a Wikidata |
|        | Guiteres        | Sobremunt | masia        | Estil: arquitectura popular 18th century | 42° 00′ 34″ N, 2° 10′ 09″ E / 42.009307°N,2.169156°E ca:Sector sud del terme municipal                   | bé integrant del patrimoni cultural català |                       | Modifica les dades a Wikidata |
|        | Mas Miolet      | Sobremunt | masia        |                                          | 42° 00′ 27″ N, 2° 10′ 30″ E / 42.0075072960772°N,2.1749004579285°E                                       |                                            |                       | Modifica les dades a Wikidata |
|        | Portellet       | Sobremunt | masia        | Estil: arquitectura popular 17th century | 42° 02′ 06″ N, 2° 10′ 46″ E / 42.035076°N,2.179379°E ca:A 2 km de Sobremunt                              | bé integrant del patrimoni cultural català | Portellet (Sobremunt) | Modifica les dades a Wikidata |
|        | Reixac          | Sobremunt | masia        | Estil: arquitectura popular 18th century | 42° 01′ 21″ N, 2° 09′ 07″ E / 42.022575°N,2.152024°E ca:Sector oest del terme municipal                  | bé integrant del patrimoni cultural català |                       | Modifica les dades a Wikidata |
|        | el Cavaller     | Sobremunt | masia        | Estil: arquitectura popular 18th century | 42° 01′ 16″ N, 2° 10′ 33″ E / 42.021037°N,2.175827°E ca:A 3 km de Sobremunt 813 msnm                     | bé integrant del patrimoni cultural català |                       | Modifica les dades a Wikidata |
|        | el Collet       | Sobremunt | masia        |                                          | 42° 02′ 02″ N, 2° 09′ 42″ E / 42.0339175576066°N,2.16165641996405°E                                      |                                            |                       | Modifica les dades a Wikidata |
|        | el Grau         | Sobremunt | masia        | Estil: arquitectura popular 18th century | 42° 01′ 14″ N, 2° 11′ 35″ E / 42.020692°N,2.193152°E ca:A 5 km de Sobremunt 816 msnm                     | bé integrant del patrimoni cultural català |                       | Modifica les dades a Wikidata |
|        | el Muntaner     | Sobremunt | masia        |                                          | 42° 01′ 50″ N, 2° 09′ 45″ E / 42.0306182156663°N,2.16248500226387°E                                      |                                            |                       | Modifica les dades a Wikidata |
|        | el Puig         | Sobremunt | masia        |                                          | 42° 01′ 22″ N, 2° 08′ 54″ E / 42.0228851072612°N,2.14827298682097°E ca:Sector oest del terme municipal   |                                            |                       | Modifica les dades a Wikidata |
|        | els Arços       | Sobremunt | masia        | 18th century                             | 42° 01′ 13″ N, 2° 08′ 38″ E / 42.0203117320286°N,2.14376584365937°E ca:Sector oest del terme municipal   |                                            |                       | Modifica les dades a Wikidata |
|        | la Farigola     | Sobremunt | masia        |                                          | 42° 01′ 45″ N, 2° 09′ 41″ E / 42.0292672878727°N,2.16125848347023°E ca:Sector nord del terme municipal   |                                            |                       | Modifica les dades a Wikidata |
|        | la Masia        | Sobremunt | masia        | Estil: arquitectura popular              | 42° 01′ 45″ N, 2° 11′ 08″ E / 42.029166666667°N,2.1855555555556°E ca:Sector nord-est del terme municipal | bé integrant del patrimoni cultural català |                       | Modifica les dades a Wikidata |
|        | la Roca         | Sobremunt | masia        | Estil: arquitectura popular 18th century | 42° 02′ 08″ N, 2° 09′ 57″ E / 42.035501°N,2.165891°E ca:Al voltant de l'església 865 msnm                | bé integrant del patrimoni cultural català | La Roca (Sobremunt)   | Modifica les dades a Wikidata |
|        | les Fosses      | Sobremunt | masia        | Estil: arquitectura popular 17th century | 42° 01′ 39″ N, 2° 08′ 57″ E / 42.027363°N,2.149158°E ca:Sector oest del terme municipal                  | bé integrant del patrimoni cultural català |                       | Modifica les dades a Wikidata |

## molí d'aigua
| imatge | Nom                | Ubicat a  | instància de | Detalls                                  | coordenades                                                                            | Protecció                                  | Commons (més fotos) | Dades a WD                    |
| ------ | ------------------ | --------- | ------------ | ---------------------------------------- | -------------------------------------------------------------------------------------- | ------------------------------------------ | ------------------- | ----------------------------- |
|        | Molí de Guitarons  | Sobremunt | molí d'aigua | Estil: arquitectura popular              | 42° 00′ 36″ N, 2° 10′ 15″ E / 42.010054°N,2.170919°E                                   | bé integrant del patrimoni cultural català |                     | Modifica les dades a Wikidata |
|        | Molí de Guiteres   | Sobremunt | molí d'aigua | Estil: arquitectura popular 18th century | 42° 00′ 35″ N, 2° 10′ 11″ E / 42.009644°N,2.169586°E ca:Sector sud del terme municipal | bé integrant del patrimoni cultural català |                     | Modifica les dades a Wikidata |
|        | Molí de l'Aumatell | Sobremunt | molí d'aigua | Estil: arquitectura popular              | 42° 00′ 46″ N, 2° 09′ 28″ E / 42.0129°N,2.15775°E ca:Sector sud del terme municipal    | bé integrant del patrimoni cultural català |                     | Modifica les dades a Wikidata |
|        | Molí de les Fosses | Sobremunt | molí d'aigua | Estil: arquitectura popular 19th century | 42° 01′ 36″ N, 2° 08′ 57″ E / 42.02672°N,2.1493°E ca:Sector oest del terme municipal   | bé integrant del patrimoni cultural català |                     | Modifica les dades a Wikidata |
|        | Molí del Puig      | Sobremunt | molí d'aigua | Estil: arquitectura popular 18th century | 42° 01′ 19″ N, 2° 08′ 58″ E / 42.02208°N,2.14944°E ca:Sector oest del terme municipal  | bé integrant del patrimoni cultural català |                     | Modifica les dades a Wikidata |

## muntanya
| imatge | Nom                       | Ubicat a        | instància de | Detalls | coordenades                                                       | Protecció | Commons (més fotos)       | Dades a WD                    |
| ------ | ------------------------- | --------------- | ------------ | ------- | ----------------------------------------------------------------- | --------- | ------------------------- | ----------------------------- |
|        | Santa Llúcia de Sobremunt | Sobremunt       | muntanya     |         | 42° 01′ 57″ N, 2° 11′ 12″ E / 42.0324°N,2.18653°E 957.6 msnm      |           | Santa Llúcia de Sobremunt | Modifica les dades a Wikidata |
|        | Serrat de les Forques     | Sobremunt       | muntanya     |         | 42° 02′ 03″ N, 2° 09′ 45″ E / 42.03425278°N,2.16245278°E 885 msnm |           |                           | Modifica les dades a Wikidata |
|        | Turó de Sant Isidre       | Sobremunt Olost | muntanya     |         | 42° 01′ 12″ N, 2° 08′ 19″ E / 42.02°N,2.13848°E 856.9 msnm        |           |                           | Modifica les dades a Wikidata |

## serra
| imatge | Nom                  | Ubicat a                            | instància de | Detalls | coordenades                                                         | Protecció | Commons (més fotos) | Dades a WD                    |
| ------ | -------------------- | ----------------------------------- | ------------ | ------- | ------------------------------------------------------------------- | --------- | ------------------- | ----------------------------- |
|        | Carena de Cantacorbs | Sant Bartomeu del Grau Sobremunt    | serra        |         | 42° 00′ 31″ N, 2° 09′ 35″ E / 42.0086°N,2.15973°E 842 msnm          |           |                     | Modifica les dades a Wikidata |
|        | Serra de Sobremunt   | les Masies de Voltregà Sobremunt    | serra        |         | 42° 01′ 43″ N, 2° 11′ 35″ E / 42.0285°N,2.19318°E 950 msnm          |           | Serra de Sobremunt  | Modifica les dades a Wikidata |
|        | serra de Sant Ponç   | Sobremunt                           | serra        |         | 42° 01′ 51″ N, 2° 09′ 31″ E / 42.03072222°N,2.15865833°E 885.6 msnm |           |                     | Modifica les dades a Wikidata |
|        | serrat de Can Gil    | Santa Cecília de Voltregà Sobremunt | serra        |         | 42° 00′ 59″ N, 2° 11′ 32″ E / 42.016417°N,2.192331°E                |           |                     | Modifica les dades a Wikidata |
|        | serrat del Cisco     | Sobremunt                           | serra        |         | 42° 01′ 21″ N, 2° 09′ 58″ E / 42.02241667°N,2.16606111°E 887.1 msnm |           |                     | Modifica les dades a Wikidata |

## Misc
| imatge | Nom                            | Ubicat a                                                                                                | instància de      | Detalls        | coordenades                                                                                               | Protecció | Commons (més fotos) | Dades a WD                    |
| ------ | ------------------------------ | --- | ----------------- | -------------- | --- | --------- | ------------------- | ----------------------------- |
|        | Gorg Negre de Sorreigs         | Sobremunt                                                                                               | gorg              |                | 42° 00′ 30″ N, 2° 10′ 57″ E / 42.008216°N,2.182406°E riera de Sorreigs 572 msnm                           |           |                     | Modifica les dades a Wikidata |
|        | Pedró de Sant Roc              | Sobremunt                                                                                               | oratori           | 19th century   | 42° 01′ 21″ N, 2° 09′ 28″ E / 42.022437°N,2.157758°E ca:Sector central del terme municipal 840 msnm       |           |                     | Modifica les dades a Wikidata |
|        | Pont de Vilanova               | Sobremunt                                                                                               | pont              |                | 42° 00′ 54″ N, 2° 09′ 54″ E / 42.0150108875084°N,2.16509321953951°E                                       |           |                     | Modifica les dades a Wikidata |
|        | Santa Llúcia                   | Sobremunt                                                                                               | vèrtex geodèsic   | Alt: 1.2m      | 42° 01′ 57″ N, 2° 11′ 12″ E / 42.032362°N,2.186544°E 957.235 msnm                                         |           |                     | Modifica les dades a Wikidata |
|        | casa consistorial de Sobremunt | Sobremunt                                                                                               | casa consistorial |                | 42° 02′ 07″ N, 2° 10′ 03″ E / 42.0352743°N,2.1675126°E                                                    |           |                     | Modifica les dades a Wikidata |
|        | riera de Sorreigs              | Sant Agustí de Lluçanès Sant Boi de Lluçanès Sobremunt Santa Cecília de Voltregà les Masies de Voltregà | curs d'aigua      | Desemboca: Ter | 42° 04′ 18″ N, 2° 07′ 26″ E / 42.071592°N,2.123775°E 41° 59′ 40″ N, 2° 14′ 56″ E / 41.994419°N,2.248757°E |           | Riera de Sorreigs   | Modifica les dades a Wikidata |